# Dinami (escriptor)
Dinami, en llatí Dynamius, fou un escriptor i gramàtic romà de data incerta que va escriure l'obra Epistola ad Discipulum que és a la col·lecció Paraenetici Scriptores Veteres de Melchior Goldast. Podria ser el mateix que Dinami d'Arle.